# Microsoft Academic
O Microsoft Academic foi um mecanismo de pesquisa público gratuito para publicações e literatura acadêmica, desenvolvido pela Microsoft Research . Relançada em 2016, a ferramenta apresentava uma estrutura de dados e mecanismo de pesquisa totalmente novos usando tecnologias de pesquisa semântica. Indexava mais de 220 milhões de publicações, 88 milhões das quais são artigos de periódicos. A API de conhecimento acadêmico ofereciam recuperação de informações do banco de dados subjacente usando terminais REST para fins de pesquisa avançada.
Até 2011, o Microsoft Academic Search era um mecanismo de busca especializado em temas relacionados à informática, depois se tornou uma fonte multidisciplinar.
O serviço substitui o projeto de pesquisa anterior da Microsoft, Microsoft Academic Search, que terminou o desenvolvimento em 2012.
Revisões preliminares por bibliométricos sugerem que o novo Microsoft Academic Search era um concorrente do Google Scholar, Web of Science e Scopus para fins de pesquisa acadêmica, bem como análise de citações.

## Encerramento
A Microsoft anunciou que o serviço será finalizado em 2022.
A empresa anunciou que continuará a oferecer suporte aos agentes automatizados de IA que alimentam os serviços Microsoft Academic até o final do ano de 2021. Além disso, sugeriu que os usuários passem a iniciar a transição para outros serviços equivalentes, como  Aminer, CrossRef, Dimensions, lens.org, penAlex.org, OpenCitations, Scopus e Semantic Scholar.